# Answer Engine Optimization

L'Answer Engine Optimization, abrégée AEO définit l'ensemble des techniques qui visent à optimiser la visibilité du contenu d'une page, d'un site ou d'une application web dans les moteurs de réponse. Ce référencement ne vise donc plus simplement à améliorer les mots clefs dans un but de référencement mais à améliorer les réponses aux requêtes de l'internaute, que ces requêtes soient écrites ou dictées à l'aide d'assistants vocaux. Ainsi ce que vise l'AEO c'est l'intention de recherche plutôt que seulement les termes de la recherche. L'AEO est un prolongement de la SEO, mais elle ne vise pas exactement la même place dans les résultats de recherche. En effet, l'AEO vise la position zero, c'est-à-dire la place au-dessus de la première place des résultats de recherche.

## Contexte
L'AEO apparaît dans un contexte de développement de l'internet mobile. La nature même du smartphone— disposant d'un microphone et d'un clavier réduit voir dénué de clavier — rend plus intuitive et aisée l'idée de parler à son téléphone que l'idée de parler à son ordinateur. Google constate donc dès 2016 que 20 % des recherches effectuées sur un appareil mobile l'étaient par la voix et ses prévisions sont à 50 % pour 2020,.